# Przedsiębiorstwo handlowe
Przedsiębiorstwo handlowe – podmiot gospodarczy, którego podstawowym rodzajem działalności jest sprzedaż towarów.